# 曼弗雷德·舒曼
曼弗雷德·舒曼（德語：Manfred Schumann，1951年2月7日—），德国男子雪车、田径运动员。他曾代表西德参加1976年冬季奥林匹克运动会雪车比赛，获得男子双人银牌和男子四人铜牌。